# جامعة السيد جمال الدين الأفغاني
جامعة السيد جمال الدين الأفغاني (بالبشتوية: سيد جمال الدين افغاني پوهنتون)‏ هي إحدى جامعات القطاع العام في أسد أباد، عاصمة ولاية كنر، أفغانستان. تأسست عام 2010، سميت على اسم جمال الدين الأفغاني، بدأت الجامعة تقدم القبول في ثلاث كليات: التربية والعلوم الدينية والزراعة على مر السنين توسعت في عملها وتعتبر حاليًا مؤسسة موثوقة في المنطقة تقدم القبول في خمس كليات و21 برنامجًا للحصول على درجة علمية، مضيفة الاقتصاد وعلوم الحاسوب.

## وصلات خارجية
- https://sjau.edu.af/en